# Erysimum maritima
Erysimum maritima là một loài thực vật có hoa trong họ Cải. Loài này được Desv. mô tả khoa học đầu tiên.